# George Foote Foss
 (janvier 2022).
Si vous disposez d'ouvrages ou d'articles de référence ou si vous connaissez des sites web de qualité traitant du thème abordé ici, merci de compléter l'article en donnant les références utiles à sa vérifiabilité et en les liant à la section « Notes et références ».
George Foote Foss (30 septembre 1876 - 23 novembre 1968) est un machiniste, forgeron, réparateur de vélo et inventeur originaire de Sherbrooke au Québec. Il est l'inventeur de la Fossmobile, la première voiture thermique canadienne, qu'il acheva d'assembler en 1896.

## Biographie

### Enfance
George Foote Foss est né à Sherbrooke au Québec en 1876 de l'union de Edwin Sherrill Foss et de Ellen Sophia. Ses parents sont tous deux des agriculteurs émigrés originaires de Nouvelle-Angleterre, ils vivent dans la municipalité de Stanstead. Ils déménagent à Sherbrooke où son père devient commissaire priseur aux enchères de la ville. Dès son plus jeune âge, George est un entrepreneur. Son premier travail est de parcourir les rues de Sherbrooke les jours de ventes aux enchères en faisant sonner une cloche pour aider son père. À l'âge de douze ans, il est chargé du nettoyage du bureau de poste local. À quatorze ans il a la tâche de transférer les sacs de lettres du bureau de poste local vers le Grand Tronc et le chemin de fer Québec Central à l'aide d'un traîneau ou d'un chariot tracté par un cheval.

### Carrière
Foss est apprenti à la Whitney Electrical Instrument Company et devient expert en électricité. Il apprend comment assembler des appareils électriques et faire fonctionner des moteurs électriques. Deux ans plus tard il a rejoint la Stanley Electric Company à Pittsfield, Massachusetts où il continua son apprentissage.
Foss retourne à Sherbrooke à l'âge de 18 ans et ouvrit sa boutique où il propose des articles usinés, de la réparation de vélo et des services de forgeron. Sa première innovation est de mettre au point un moteur de bateau de 52 Volts. C'est un moteur très silencieux et qui, pour lui, fonctionne très bien puisqu'il traverse les rivières Magog et St Francis grâce à lui.
En 1896, il se rend à Boston, Massachusetts pour acheter une machine pour sa boutique. C'est là-bas qu'il voit et conduit sa première voiture. C'est une voiture électrique brougham et après seulement 30 minutes, la batterie est vide. Après être retourné à Sherbrooke il commence à penser et à construire une voiture qui n'aurait pas ce problème. Il commence avec un châssis fait de vieux cadres de vélos. Le moteur avant de la Fossmobile permet un entretien plus simple et produit beaucoup moins de vibrations que l'on peut ressentir à travers le siège. Le levier de vitesse est directement monté sur la colonne de direction, chose qui n'a été faite par aucun autre fabricant dans les 40 années qui ont suivi.
Foss n'a jamais essayé de commercialiser ou de produire sa voiture en masse. Il a refusé une offre d'un investisseur privé qui lui avait proposé de financer la production de sa voiture. En 1900, Foss rencontra Henry Ford qui lui propose l'opportunité de l'aider à créer une nouvelle entreprise qu'il tente à ce moment-là de lancer sur le marché. Foss décline l'offre de Ford car il pensait que sa voiture n'est pas d'aussi bonne qualité que la Fossmobile. Peu de temps après leur rencontre, Ford crée la Ford Motor Company.
En 1902, Foss déménage à Montréal au Québec et devient vendeur de voitures. Il travaille alors pour Crestmobile, un fabricant de voitures de Cambridge, Massachusetts. À ce poste, il a aussi l'opportunité de tester d'autres voitures sur le marché ou qui allaient bientôt arriver sur le marché. Il a même un jour conduit une voiture Ford et il remarque que cette voiture est en effet un véhicule bien conçu. En 1912, à 37 ans, Foss retourne à son travail de machiniste. Il ouvre une boutique à Montréal et devient un contributeur très important dans la fabrication d'objets usinés qui sont utilisés pendant la Première Guerre mondiale. Il prend sa retraite en 1932 alors souffrant d'une maladie depuis plusieurs années. Il fait plus tard l'acquisition d'un bateau à vapeur appelé "Island Queen" qu'il utilise comme un bateau de plaisance sur le lac Saint-Louis.

## Reconnaissance
En 1960, Foss est nommé membre honoraire du Vintage Automobile Club de Montréal.
Cette même année, il est aussi reconnu en tant que membre honoraire du Antique Automobile Club of America. Lui et le Colonel Robert Samuel McLaughlin sont les deux seuls canadiens à avoir reçu cet honneur.
Le 23 août 1997, la ville de Sherbrooke au Québec dévoile un monument en son honneur non loin de l'emplacement original de sa boutique de réparation de vélos.

## Vie personnelle
Foss se marie à Gertrude Louise Maclagan en 1902 à Sherbrooke, Québec. Il meurt à Chateauguay, Québec le 23 novembre 1968 à 92 ans. 